# Оборона Хэнъяна
Битва при Хэнъяне (кит. 衡陽保衛戰) — оборона города Хэнъян во время японо-китайской войны (1937—1945), шедшая 23 июня — 8 августа 1944 года и ставшая самой продолжительной по времени за войну. Его оборону считают «самым жестоким сражением, когда-либо происходившим на ограниченном поле боя с самыми большими потерями в мировой военной истории». Китайские газеты того времени сравнивала его со Сталинградской битвой. Хотя город пал, потери японцев значительно превысили численность китайских войск, защищавших город.

## Планы и силы сторон
После успешного захвата Чанши 18 июня 1944 года японская 11-я армия под командованием генерал-лейтенанта Исаму Ёкоямы продолжила наступление на юг. Планы Ёкоямы состояли в том, чтобы захватить Хэнъян и Гуйлинь, чтобы начать атаку на Лючжоу, завершив тем самым операцию «Ичи-го». Реорганизованная 11-я армия, состоявшая из 10 дивизий, 4 бригад и более 110 000 человек, взяла на себя задачу атаковать Хэнъян. 22 июня японские 68-я и 116-я дивизии получили приказ атаковать город и взять его в течение 2 дней, что положило начало 48-дневной осаде и обороне.
Город был важным железнодорожным узлом, а аэропорт Хэнъян использовался «летающими Тиграми». Поэтому фельдмаршал Хадзимэ Сугияма, начальник императорского штаба и военный министр, приказал взять город любой ценой.
Успешное выполнение союзниками операции «Оверлорд» в Нормандии в 1944 году привлекло внимание к Европе, поскольку ожидалась победа над нацистской Германией. С другой стороны, однако, Китай приближался к переломному моменту: после потери Чанши неудача в удержании Хэнъяна могла привести к тому, что японцы переправятся в Гуйлинь и двинутся на запад к Гуйчжоу, откуда они могли непосредственно атаковать Чунцин, тем самым поставив китайскую военную столицу и военный штаб в неминуемую опасность.
Переброска 15 элитных дивизий китайского верховного главнокомандующего генералиссимуса Чан Кайши для поддержки войск американского генерала Джозефа Стилуэлла в Бирме 15 июня привела к тому, что китайские войска в Хунани и Гуанси были сосредоточены очень слабо. С другой стороны, в японском наступлении участвовало больше войск, чем в любом другом сражении с начала войны, и генерал Ёкояма развернул 400 000 солдат в 150 батальонах.
10-й корпус генерала Фаня ранее участвовал в битве при Чандэ в ноябре-декабре 1943 года, в ходе которой он понес тяжелые потери. После успешного снятия осады Чандэ корпус был переброшен на гору Хэн для пополнения и пополнения запасов. Только 2 июня он был развернут для защиты Хэнъяна.
10-й корпус состоял из 3 дивизий: 3-й, 10-й и 190-й. В частности, 10-я и 190-я дивизии были резервными дивизиями, и последняя ещё не получила реальных войск: у неё был личный состав, но не было солдат. Позже корпус получил временную 54-ю дивизию, которая первоначально дислоцировалась в Хэнъяне, но эта дивизия имела только силу одного полка. На бумаге китайская армия имела 4 дивизии, но в действительности у них было только 7 полков. Даже с добавлением горной артиллерийской роты, полевой артиллерийской роты и противотанковой роты общая численность её не превышала приблизительно 17 000 человек.

## Подготовка к обороне
Учитывая, что японцы захватили Чанша 18 июня, всего через 16 дней после того, как китайский 10-й корпус вошел в Хэнъян, китайцы имели очень ограниченное время для подготовки своей обороны. Несмотря на это, китайский командующий генерал Фан отдал приказ об обязательной эвакуации 300 000 жителей города и, признавая неполноценность своих сил в живой силе и материале, покинул некоторые ранее существовавшие оборонительные позиции к югу от железной дороги Хунань-Гуанси, чтобы минимизировать площадь, которую его войскам пришлось защищать, и начал строить земляные укрепления, траншеи, доты и бункеры. Китайцы создали искусственные скалы высотой 6 метров и накрыли это место хорошо расположенными минометами и легкой артиллерией. На холмах к югу генерал Фан развернул пулеметы на вершинах, примыкающих с флангов, создавая плотные зоны поражения на открытой местности, где также были развернуты абатисы. Это означало, что у японцев было только два пути продвижения: карабкаться по скалам с помощью лестниц или, отважившись на пулеметный огонь, бежать через открытое поле.
Как раз перед тем, как японцы начали атаку, штаб китайской армии смог выделить часть американской артиллерии для обороны города. Однако 10-му корпусу пришлось послать свой артиллерийский батальон в Куньмин, чтобы забрать его. Батальон отправился в Цзиньчэнцзян(Ж.) поездом, а оттуда двинулся маршем в Куньмин. Однако на обратном пути в Цзиньчэнцзян после сбора оборудования он обнаружил, что железная дорога Хунань-Гуанси наводнена беженцами. Батальону оставалось только бросить часть снаряжения и поспешить обратно в Хэнъян. К тому времени, как они прибыли, битва уже началась. Батальону удалось вернуть 9 37-мм (1 дюйм) противотанковых орудий, 6 75-мм (3 дюйма) полевых орудий, 26 минометов и 2 базуки, оружие, которое сыграло бы важную роль в китайской обороне.

## Ход сражения
9 июня войска японского фронта вступили в контакт с 3-й дивизией национальной армии в районе реки Ичуй. 3-я дивизия обнаружила, что большая часть японских войск продвигается на юг с востока на запад, и решила вести медленные бои с японцами вдоль восточного побережья Сянцзяна, чтобы помешать японцам продвигаться вперед.
22 июня японские самолёты впервые бомбили город Хэнъян, вызвав пожары в городских районах по обе стороны Сянцзяна. С тех пор ежедневно японские самолёты бомбят зажигательными бомбами Хэнъян и аэродрому Хэнъян 28-го полк 10-й дивизии и войска, находящиеся в непосредственном подчинении армии, будут бегать тушить пожар.

В 20:00 22 июня японская 68-я дивизия двинулась на юг от Чжучжоу и Лукоу вдоль восточного берега реки Сянцзян и прибыла в город Цюаньси, в 30 милях к востоку от города Хэнъян. Дислоцированные на западном берегу Лэй Шуй Немногочисленные силы безопасности в 1-го батальона немедленно перестреляли японскую армию, отбили японскую армию и противостояли японской армии по обе стороны Лэйшуй. Несмотря на сосредоточенный огонь тяжелой артиллерии, китайцы держались стойко. Только когда японские войска начали штурмовать китайские оборонительные позиции, их командиры поняли, что что-то не так, поскольку их войска быстро падали под огнем стрелкового оружия со стороны китайцев. Японский ветеран 68-й дивизии Ямаути Ивао (山)) вспоминал в интервью в 1995 году:

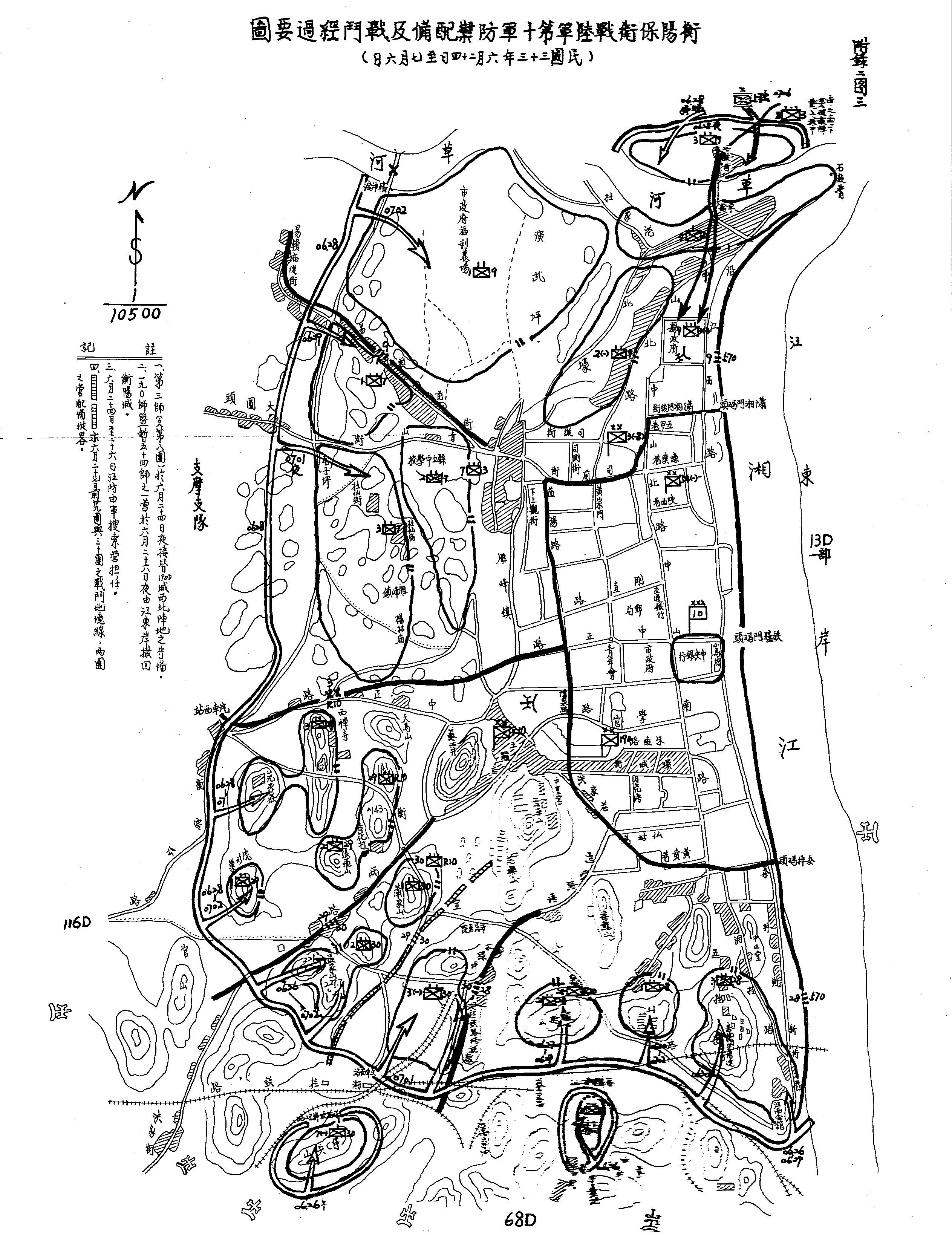
Бои 26 июня-6 июля

Во время атаки японские солдаты падали один за другим, издавая звуки «па-да, па-да». Позже наш командир взвода первым добрался до самого переднего дота. Позже я тоже добрался до него. Солдаты метрах в пяти позади меня все падали — «па-да, па-да». После отступления почти вся наша рота была убита: в живых осталось всего около 30 человек.
23 июня, на рассвете, 68-я японская дивизия снова хотела переправиться через Лей Шуй из города Цюаньси и атаковала новую пристань, где охранялась китайская армия. Военная артиллерия и пулеметы потопили японские деревянные и резиновые лодки. Днем японцы знали, что пересечь Лей Шуй с фронта непросто, поэтому они использовали финт через Лей Шуй: основные силы прокрались на юг города Цюаньси и обошли Лей Шуй. 1-й батальон 568-го полка 190-й дивизии Национальной армии отступил на запад и вошел в опорный пункт Вума-Гикао примерно в 12 милях к востоку от Хэнъяна.

### Первая фаза обороны
27 июня, после пересечения японских войск Сянцзяна, они штурмовали основные позиции Хуан чайлин и Цзянси. 28 июня японские войска попытались окружить Хэнъян, начав первую генеральную атаку. Самая ожесточенная битва была на юге города. Обе стороны неоднократно боролись за нагорье Чжанцзяшань более 20 раз в течение нескольких дней, но позиция все ещё находилась под контролем национальной армии. Все защитники крепостей Суфэншань и Гаолин были убиты, а японская армия была уничтожена. Японским войскам не удавалось продвинуться вперед в течение двух дней подряд, и генерал-лейтенант Сакума Тамехито, командир японской 68-й дивизии, взял на себя смелость лично осмотреть поле боя с холма. Вскоре после этого на его позиции обрушился шквал минометных снарядов, серьёзно ранивших генерала и ряд его сотрудников. Эти снаряды были выпущены из минометной батареи китайского 28-го полка резервной 10-й дивизии, дислоцированной в Фэншушане. Командир батареи Бай Тяньлинь:
[700-900] метров впереди [нашей позиции] было место под названием Удзиат. Там было по меньшей мере от 7 до 8 [вражеских войск], даже 30 из них. Как только я увидел его, я подумал: «это хорошая цель. Как могло быть так много [вражеских войск], собранных в одном месте, чтобы разведать наши позиции? Это показывает, что это не мог быть командир полка.» Увидев его, я сразу же принял решение. Каждый миномет должен был выстрелить одним снарядом — концентрированным огнем. В одно мгновение было выпущено ВОСЕМЬ снарядов и одновременно приземлилось на эту группу [вражеских войск]. На это было приятно смотреть.
Острая нехватка боеприпасов привела к тому, что китайцы приняли «политику трех»: Не стреляйте в то, что вы не видите; Не стреляйте в то, что вы не можете прицелиться; и не стреляйте в то, что вы не можете убить. Хотя такая политика позволяла им крепко держаться на ранних стадиях сражения, она также требовала ожесточенного ближнего боя. Командир роты разведывательного батальона 10-го корпуса Цзан Сяося вспоминал в интервью в 1995 году:
Я запросил минометный огонь. Я ждал очень долго, до сумерек, пока не пришел командир минометного взвода. Он сделал семь или восемь выстрелов и остановился. Я спросил его: «почему вы так стреляли из миномета?». Он ответил: «Сэр, у нас кончились минометные снаряды.» Я спросил: «что происходит?» Он ответил: «Какие снаряды вам нужны? Мой миномет-это 81-мм миномет (3 дюйма). Мы уже давно израсходовали все наши 81-мм (3 дюйма) минометные снаряды. У нас все ещё осталось около 82 мм (3 дюйма) минометных снарядов [захваченных у японцев]. Наши войска используют камни, чтобы измельчить их на 1 мм (0,04 дюйма), прежде чем загружать их на огонь. Как ты думаешь, сколько снарядов они могут выточить за день? Руки у посоха уже изношены от всей этой шлифовки.»
Несмотря на тяжелые потери, понесенные в течение семи дней и ночей непрерывных штурмов, японские 68-я и 116-я дивизии, имевшие общую численность 30 000 человек, не смогли занять ни одной позиции у 17-тысячного китайского 10-го корпуса.
2 июля японские войска приостановили наступление. За это время китайская 190-я дивизия отступила со своих первоначальных позиций к востоку от реки Сян, отступая к городу, чтобы сделать свой последний бой. К этому времени небольшой город Хэнъян уже был превращен в руины непрерывными японскими воздушными ударами.

Китайский медик Ван Нутао из резервной 10-й дивизии вспоминал в интервью в 1995 году:

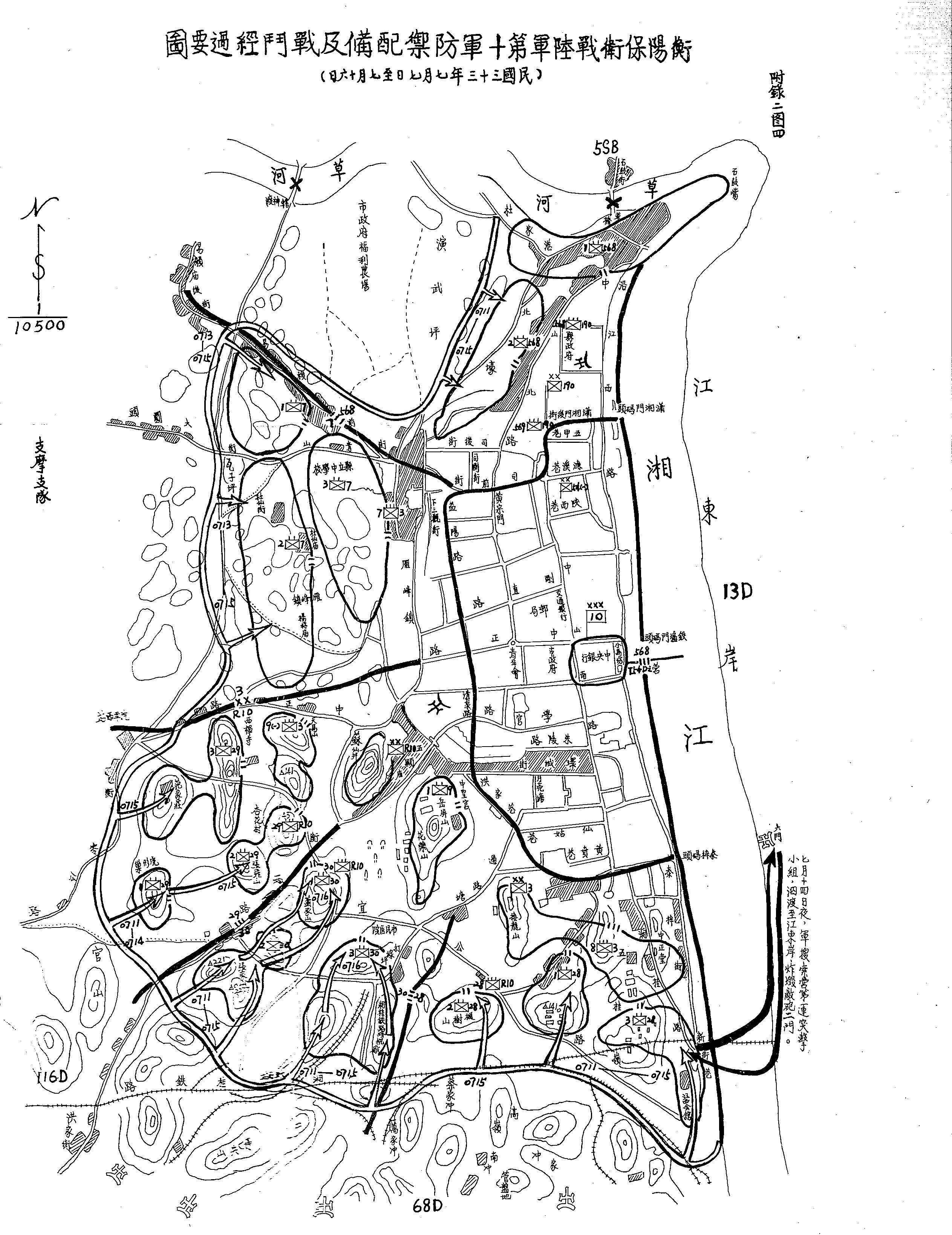
Бои 7-16 июля.

Каждый вечер японские самолёты совершали бомбометания зажигательными бомбами. После этого всех пациентов больше не будут отправлять в полевые госпитали. Пациентов больше не присылали. Пациентов больше не было. Как могло случиться, что в битве нет пациентов? Больные больше не уходили в тыл, так как знали, что в любом случае погибнут, и предпочли умереть, сражаясь с японцами.
Однако китайские военно-воздушные силы, дислоцированные в Чжицзяне, также предприняли многочисленные воздушные атаки против вторгшихся японских войск на протяжении всего этого сражения. Эти атаки положительно сказались на боевом духе китайских войск.

### Вторая фаза обороны

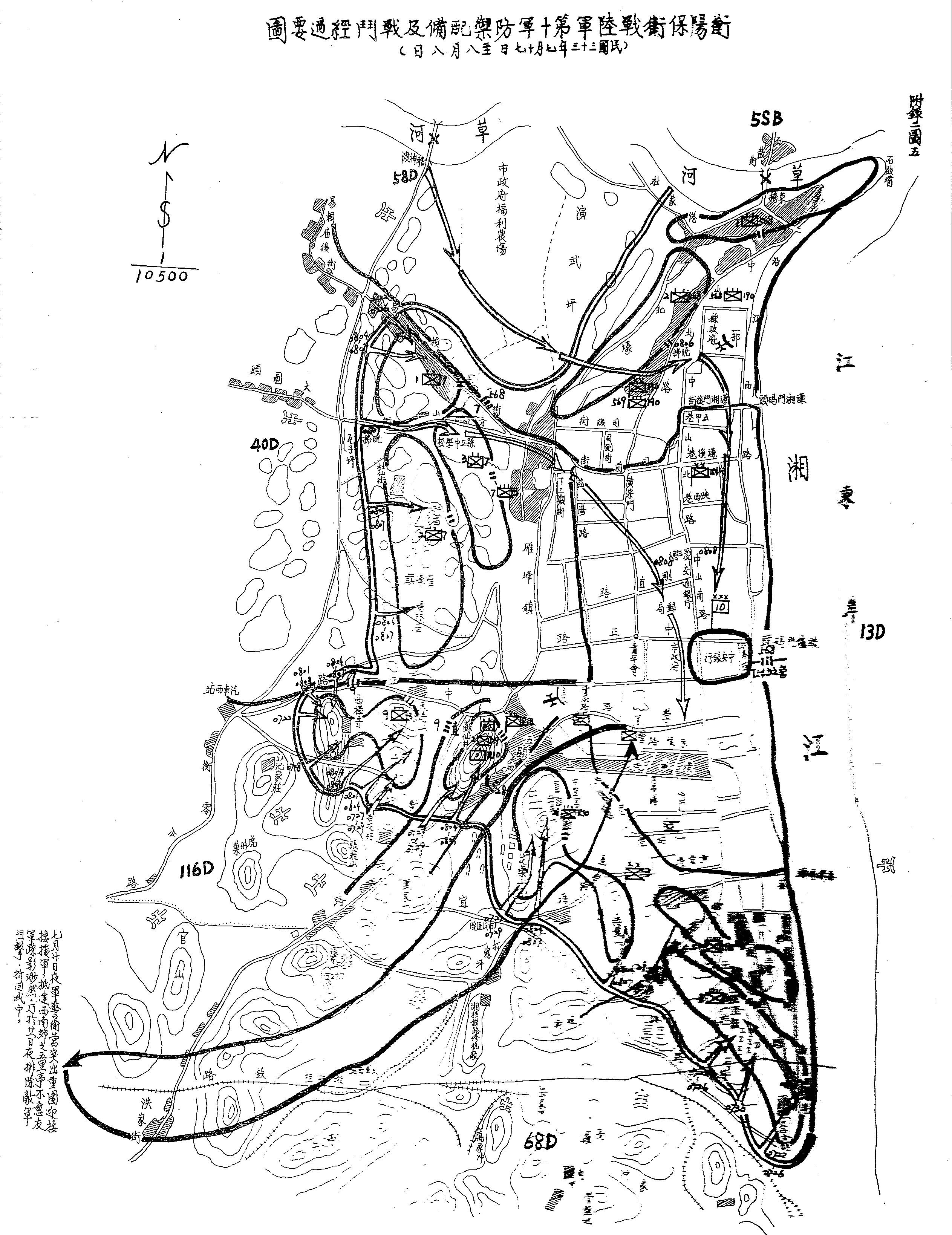
Бои 17 июля-8 августа.

Утром 11 июля японская армия начала вторую генеральную атаку, обрушив большое количество зажигательных и газовых бомб на стены Хэнъяна. Японская армия заплатила высокую цену и не смогла приблизиться к основным позициям защитников. 12 июля японская армия захватила гнездо в форме тигра. 15 июля защитники отошли к храму Сичань и Чжан Фейшань и перешли во вторую линию. Фокус японской атаки сместился с юго-запада Хэнъяна на внешнюю стену города. 16 июля пала больница Саут-энд-Хайтс. Японцы атаковали северо-западные окраины. Второе генеральное наступление провалилось.
17 июля японцы бомбили Хэнъян. 19 июля японцы снова прекратили наступление. 21 июля японская армия сделала вид, что отступает, и заманила обороняющихся в атаку. 27 июля и 2 августа китайские ВВС дважды сбрасывали ордера Чан Кайши. 3 августа японцы бомбили Хэнъян.

Цзан Сяося, командир роты разведывательного батальона 10-го корпуса, вспоминал в интервью в 1995 году:
В это время я увидел, что у нас остался только один ДОТ. Не имея возможности пополнить запасы, я, как командир роты, ничего не мог сделать, кроме как остаться в доте и защищать его ценой своей жизни. Я прыгнул внутрь с автоматом. Солдат, который уже был там, сказал мне, стреляя по врагу: «сэр, что вы делаете? Ты не должен быть здесь. Вы должны быть на командном пункте роты, руководить всей ротой.»
— Остальная часть компании уничтожена. Вот этот ДОТ-все, что у нас осталось. Я буду сражаться рядом с тобой до самой смерти."

Дот имел два огневых порта. Каждый из нас выстрелил из одного. Только когда я вошел в ДОТ, я увидел, что трупы врагов громоздятся, как горы, блокируя огневой порт, делая невозможным стрелять через него. Только после того, как я расстрелял трупы на куски, я смог видеть сквозь них.

### Третья фаза обороны
4 августа японцы, используя авиацию и артиллерию для беспорядочной бомбардировки основных позиций и городских районов, штурмовали основные позиции с севера, юга и запада. 7 августа самолёты и артиллерия противника продолжали бомбить, обстреливать и выпускать ядовитый газ. В 4 часа утра 8 августа японская армия подошла к Центральному банку, где находился штаб 10-й армии. Командир Фан Сяньцзюэ и другие командиры дивизий были взяты в плен, а Хэнъян пал.

## Результаты

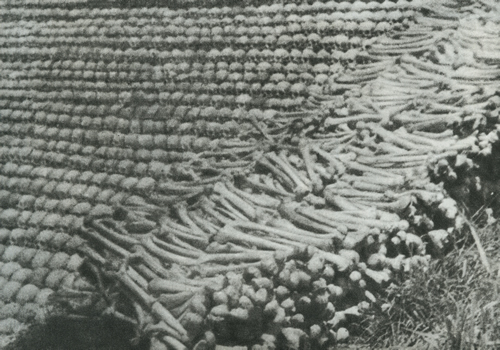
Останки китайских военных и гражданских лиц

Китайская армия потеряла более 15 000, из них около 7600 погибли. Японская армия потеряла приблизительно 70 000, из которых приблизительно 48 000 были убиты. Согласно информации, опубликованной японской стороной, общее количество пострадавших составило 19 380 человек. Гражданское население потеряло 3174 человека. В ходе битвы Хэнъян был полностью разрушен.
Для японцев битва при Хэнъяне стала самой кровавой за всю войну. Это единственная битва, где, по японским данным, потери японцев были больше, чем у китайцев. Историческое значение битвы при Хэнъяне заключалось в том, что она задержала процесс «открытия японской армией линии сообщения с материком», усугубила кризис японского кабинета министров и, в конечном итоге, привел к краху кабинета Тодзё. 